# Optimalt valutaområde
Ett optimalt valutaområde är inom nationalekonomin ett geografiskt område som skulle maximera den ekonomiska effektiviteten om hela området har en enda valuta.
Teorin kring optimala valutaområden har varit viktig för bland annat införandet av euron. De flesta valutaområden sammanfaller med statsgränserna, men ett optimalt valutaområde kan vara både större och mindre än ett lands territorier. Det är huvudsakligen fyra kriterier som behöver uppfyllas för att ett valutaområde ska vara optimalt:
- Arbetskraftsrörlighet
- Kapitalrörlighet
- Riskfördelningssystem som motverkar uppkomna skillnader
- Alla delar av valutaområdet följer ungefär samma konjunkturcykel

Robert Mundell tilldelades Sveriges Riksbanks pris i ekonomisk vetenskap till Alfred Nobels minne 1999 för sin forskning kring optimala valutaområden.